# Пам’ятна дошка на честь Тараса Григоровича Шевченка
Пам'ятна дошка на честь Т.Г. Шевченка у Кременчуці — меморіальна дошка встановлена українському поету, прозаїку, мислителю, живописцю, граверу, етнографу, громадському діячу Тарасу Шевченку, яка була встановлена на житловому будинку за адресою вул. Соборна, 13/39. 

## Історія
Пам'ятна дошка Тарасу Шевченку встановлена у березні 1989 року, з нагоди 175-річчя з дня народження Т. Г. Шевченка. Автори: скульптор - В. С. Гулий; архітектори - М. Я. Завадський і С. В. Ткаченко.
Вона розміщена на п’ятиповерхову цегляному житловому будинку в місті Кременчук за адресою вул. Леніна 13/39.

## Опис меморіальної дошки
Дошка металева (3,5 х 1 м) з барельєфом Т. Г. Шевченка і текстом: «І мене в сім'ї великій, в сім’ї вольній, новій не забудьте пом’янути незлим тихим словом». 